# A11 (Roemenië)
De A11 is een snelweg in aanbouw in Roemenië, die Arad zal verbinden met Oradea. De geplande totale lengte van de A11 is 116 kilometer. De ringweg om Oradea (3,5 kilometer) is het eerste deel van de snelweg dat werd geopend. 